# Dipterocarpus eurhynchus
Dipterocarpus eurhynchus là một loài thực vật có hoa trong họ Dầu. Loài này được Miq. mô tả khoa học đầu tiên năm 1861.